# 日本國鐵DD20型柴油機車
DD20型柴油机车（日语：DD20形ディーゼル機関車）是日本國有鐵道的液力傳動柴油機車車型之一，该型机车属于实验性车型，仅试制了兩台并未投入批量生产。

## 开发背景
1957年，随着铁路运输量伴随日本经济高速增长，日本国铁宣布执行第一个五年计划（1957年—1961年），旨在提高铁路系统运输能力和推进牵引动力现代化。1958年，为了尽快制定具体的综合牵引动力现代化计划，日本国铁成立了动力现代化调查委员会，目标是探讨各种能源资源（电力、石油、煤炭）的供应情况、确定牵引动力电气化和內燃化的范围，并进一步制定各类铁路车辆的技术型谱。1959年6月，委员会正式发表“动力现代化长期计划”，决定在十五年内实现5000公里主要干线电气化和其余线路内燃化，至1975年底淘汰全部蒸汽机车；内燃化区段的客运任务主要由动力分散式的柴油动车组承担，柴油机车主要用于牵引内燃化区段的货物列车、电气化区段的直通旅客列车、以及调车和小运转任务。
委员会并根据运用需要制定了国铁标准型柴油机车的型谱，包括大型（轮周功率1200马力）、中型（轮周功率800马力）、小型（轮周功率550马力）柴油机车。大型柴油机车计划用来代替以D61型为代表的干线蒸汽机车，中型及小型柴油机车计划分别用来代替以9600型、8620型为代表的调车用旧型蒸汽机车。至于柴油机车传动方式的选择，日本国铁根据对DF50、DD13型柴油机车的比较，认为液力传动机车的单位功率重量较小，因而更适合允许軸重较轻的日本铁路，因此决定以后研制的柴油机车均采用液力传动。
1962年至1963年间，为了填补上述型谱之中的大型和中型柴油机车，日本国铁先后研制了DD51型干线柴油机车和DD20型调车柴油机车，而小型柴油机车则由既有的DD13型柴油机车来担当。

## DD20 1
1963年初，DD20型柴油机车的首台原型车由汽车制造完成试制。这台机车实质上相当于半台DD51型柴油机车，采用单端司机室、双侧外走廊的罩式车体，司机室、液力传动装置、柴油机、冷却装置顺序布置在车体上部。为了便于司机在调车作业时的瞭望和操纵，司机室内采用双操纵台的布置方式，左右两侧各设有一个纵向司机操纵台，司机可以选择任何一个来进行操纵，司机室外两侧还设有司机座位指示灯。车体底架的四个角上设有登车脚踏板，并且在机车前后两端都设有过道及扶手。
动力传动系统亦相当于DD51型柴油机车初期型的一半，机车装载一台四冲程、12气缸、涡轮增压、无中冷器的DML61S型高速柴油机，当额定转速为每分钟1500转时的持续功率为1000马力，柴油机采用电空式全速调速器来控制转速。液力传动系统主要包括液力传动箱、车轴齿轮箱、万向轴及弹性联轴节等部件。DW2A型液力传动装置由一对增速齿轮、三个充排油式变扭器、减速齿轮、回动齿轮、控制机构等部分组成。由于DD20型柴油机车的车体长度较短，加上一台液力传动装置需要同时驱动四根车轴，因此其受到主传动路线的限制而难以使用心盘承载的转向架，并改为使用内侧轴箱及旁承承载的DT122型转向架。
1963年，DD20 1号机车配属田端机关区担当调车作业，至1971年转配属长冈机关区。为了与DD53型除雪柴油机车配合使用，这台机车在新津工厂进行了加装重联控制装置的改造。DD20 1号机车从1977年开始被封存，1986年除籍报废。机车报废后被存放在新津车辆所，至1990年代初在新津车辆制作所解体。

## DD20 2
1965年，日本车辆制造试制了第二台DD20型柴油机车，计划用来搭配DD53型除雪柴油机车使用。当DD20型机车与DD53型机车重联执行除雪作业时，DD53型机车的两台动力机组均用于提供除雪动力，而DD20型机车仅用于提供牵引动力及推动本务机车前进。DD20 2号机车的外形和车体结构与DD20 1号机车有很大分别，司机室设置在靠近车体中部的其中一侧，以司机室为基准两边车体分别为长端及短端，这种车体结构亦被后来的DE10、DD16型柴油机车沿用。机车装载一台带中冷器的DML61Z型柴油机，持续功率提高至1100马力。DD20 2号机车改为使用DT131A型转向架，类似于DD53型柴油机车的DT131型转向架。
DD20 2号机车出厂后被配属长冈机关区，通常与DD53型除雪柴油机车配合使用，至1986年与DD20 1号机车同时除籍报废，1988年11月底在新津车辆所解体。